# ویک گروز
ویک گروز (انگلیسی: Vic Groves; ۵ نوامبر ۱۹۳۲ – ۲۴ ژانویهٔ ۲۰۱۵) فوتبالیست اهل بریتانیا بود.
از باشگاه‌هایی که در آن بازی کرده‌است می‌توان به باشگاه فوتبال آرسنال، باشگاه فوتبال کانتربوری سیتی، باشگاه فوتبال تاتنهام هاتسپر، و باشگاه فوتبال لیتون اورینت اشاره کرد.